# Mi Morena
Mi morena es una agrupación carnavalesca uruguaya, integrada en la categoría sociedades de negros y lubolos, fundada en 1998.
Surge de una intersección la cual divide tres barrios montevideanos (Tres Cruces, Cordón, La Comercial) y su nombre refiere a todas las mujeres afrodescendientes. Su director responsable es Juan Ramos.

## Historia
La agrupación realiza su primera presentación oficial en el desfile de llamadas de 1998. La comparsa introduce un cambio
en los arreglos musicales y de percusión ejecutado por la cuerda de tambores, conocido como "Corte". Este planteo recibió varias críticas
inicialmente, siendo después reconocido y En 2001, debuta en el Concurso Oficial de Agrupaciones Carnavalescas, realizado en el Teatro de Verano Ramón Collazo. La dirección artística estuvo a cargo de Jorge Schellemberg. En ese mismo año, Schellemberg graba un disco con Mi morena llamado "Al palo", lanzado por la discográfica Sondor. Incluyendo temas de Alberto Wolf, Guillermo Lamolle y Fernando Cabrera (sumados a composiciones de Schellemberg en conjunto con la comparsa), obtuvo una nominación al premio «Víctor Soliño» por el tema Candombe Reggae.
utilizado por otras agrupaciones.
En 2008, con la dirección de Pablo Sobrino, se estrena un documental bajo la firma Río Film Producciones, llamada "Comparsa". La misma recopila testimonios sobre la historia de la agrupación y muestra la preparación de los integrantes para el desfile de llamadas de 2007.
Fue Proyecto ganador de los Fondos Concursables del Ministerio de Educación y Cultura y declarado de interés cultural por el mismo organismo.
En ese mismo año, la agrupación viaja en representación de Uruguay a la segunda edición del Forum Universal de las Culturas, realizado en la ciudad de Monterrey, México.
En 2010 viaja con la delegación uruguaya de Karate, para la apertura oficial del torneo internacional en São Paulo.
En 2011 la comparsa clasifica a la tercera rueda del Concurso Oficial de Agrupaciones Carnavalescas conocida como "Liguilla" y obtiene el tercer puesto.
La dirección artística y textos estuvieron a cargo de Angela Farías, la dirección musical y coral a cargo de Ariel Rodríguez, con participaciones especiales en composiciones de Gustavo Montemurro, Jorge Schellemberg y Nestor Silva. Recibe nominaciones a menciones especiales del jurado, en el mismo año.
La obtención del tercer puesto en 2011 le permite a la agrupación clasificar directamente al Concurso Oficial de Agrupaciones Carnavalescas edición 2012, sin rendir prueba de admisión. El espectáculo llamado "Máquinas" es dirigido artísticamente por Mariana Percovich, con textos de Jimena Márquez.
Los arreglos musicales y corales están a cargo de Jorge "Tiburón" Velazco. Composiciones musicales realizadas por "Tiburón" Velazco, con composiciones especiales de la cantautora Samantha Navarro.
En el desfile de 2012, la agrupación obtiene el noveno puesto, con la mención especial del jurado a mejor vedette Jessy López.

## Posiciones
Posiciones obtenidas por la agrupación desde su primera participación en el concurso de carnaval en el año 2001.
| 2001 | 2002 | 2003 | 2004 | 2005 | 2006 | 2007 | 2008 | 2009 | 2010 | 2011 | 2012 | 2013 | 2014 | 2015 | 2016 | 2017 |
| ---- | ---- | ---- | ---- | ---- | ---- | ---- | ---- | ---- | ---- | ---- | ---- | ---- | ---- | ---- | ---- | ---- |
| 7º   | 8º   | 7º   | ...  | 9º   | ...  | 8º   | 6º   | 6º   | 8º   | 3º   | 3º   | 4º   | 5º   | 6°   | 5°   | ...  |

     No accedieron a la liguilla
     No accedieron a la segunda rueda